# Comunidade Batista Shalom Internacional

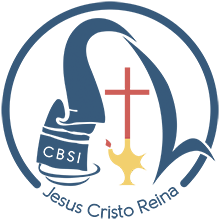
Legenda

A Comunidade Batista Shalom Internacional é uma Igreja Apostólica Batista com sede em Belo Horizonte. Liderada pelo Apóstolo Jota Moura, a Shalom CBSI tem como marca principal a pregação do Evangelho do Reino de Deus, o pioneirismo na celebração das festas bíblicas com ênfase neotestamentária e na manifestação dos dons do Espírito Santo.  